# Chrysomya bezziana
Chrysomya bezziana är en tvåvingeart som beskrevs av Villeneuve 1914. Chrysomya bezziana ingår i släktet Chrysomya och familjen spyflugor. Inga underarter finns listade i Catalogue of Life.